# Traves (Haute-Saône)
Traves ist eine Gemeinde im französischen Département Haute-Saône in der Region Bourgogne-Franche-Comté.

## Geographie
Traves liegt auf einer Höhe von 215 m über dem Meeresspiegel, sechs Kilometer südlich von Scey-sur-Saône-et-Saint-Albin und etwa 14 Kilometer westlich von Vesoul (Luftlinie). Das Straßenzeilendorf erstreckt sich im zentralen Teil des Departements, leicht erhöht am südlichen Rand des Saônetals, oberhalb der Mündung des Ruisseau de Vy-le-Ferroux.
Die Fläche des 12,29 km² großen Gemeindegebiets umfasst einen Abschnitt des mittleren Saône-Tals. Die nördliche Grenze verläuft in der Niederung der Saône, die hier mit großen Schleifen durch eine breite Alluvialniederung nach Westen fließt. Die Talaue liegt durchschnittlich auf 203 m und weist eine Breite von ungefähr einem Kilometer auf. Der Fluss ist zur Wasserstraße ausgebaut, wobei die Schleife bei Traves durch einen Seitenkanal abgeschnitten wird. Die Flussufer sind deshalb im Bereich des Dorfes in naturnahem Zustand erhalten, und die Saône bildet an mehreren Orten kleine Inseln.
Vom Flusslauf erstreckt sich das Gemeindeareal südwärts über einen steilen Prallhang auf das angrenzende Plateau. Diese Hochfläche besteht aus einer Wechsellagerung von kalkigen und sandig-mergeligen Sedimenten der oberen Jurazeit. Sie wird durch die Taleinschnitte des Ruisseau de Vy-le-Ferroux und des Ruisseau de Quette mit seinen Seitentälchen untergliedert. Die fruchtbaren Böden der Talebene und des Plateaus (Haut de Craie im Osten und La Sablonnière im Südosten) werden überwiegend landwirtschaftlich genutzt. Im Westen und Südwesten reicht der Gemeindeboden in die ausgedehnte Waldung des Bois de l’Abbé. Mit 262 m wird hier die höchste Erhebung von Traves erreicht.
Zu Traves gehören zwei Weilersiedlungen:
- Le Mouterot (208 m) am östlichen Talrand des Ruisseau de Vy-le-Ferroux
- Beauregard (218 m) am Südhang des Haut de Craie

Nachbargemeinden von Traves sind Chantes, Ovanches und Bucey-lès-Traves im Norden, Aroz im Osten, Raze und Vy-le-Ferroux im Süden sowie Soing-Cubry-Charentenay im Westen.

## Geschichte
Das Gemeindegebiet von Traves war bereits in prähistorischer Zeit besiedelt, wovon die Überreste des Dolmens Lochstein von Traves zeugen. Erstmals urkundlich erwähnt wird Traves im Jahr 1092. Im Mittelalter gehörte der Ort zur Freigrafschaft Burgund und darin zum Gebiet des Bailliage d’Amont. Seit dem späten 11. Jahrhundert ist die Herrschaft Traves, ein Lehen der Freigrafschaft Burgund, belegt. Die Dorfbewohner erhielten 1418 Freiheitsrechte zugesprochen. Dorf und Schloss wurden 1477 nach der Schlacht bei Nancy und 1595 von Soldaten unter Tremblecourt in Mitleidenschaft gezogen. Zusammen mit der Franche-Comté gelangte Traves mit dem Frieden von Nimwegen 1678 definitiv an Frankreich.
Von 1964 bis zu seinem Tod 1976 lebte der verurteilte Kriegsverbrecher Joachim Peiper in Traves.
Heute ist Traves Mitglied des 22 Ortschaften umfassenden Gemeindeverbandes Communauté de communes des Combes. Im Weiler Mouterot gründete das Kloster Saint-Marcel-lès-Chalon im 11. Jahrhundert ein Priorat.

## Sehenswürdigkeiten
Die Kirche Décollation de Saint-Jean-Baptiste (Kirche der Enthauptung des Heiligen Johannes des Täufers) wurde 1746 mit dem Grundriss eines griechischen Kreuzes erbaut. Zur bemerkenswerten Ausstattung gehören der reich geschnitzte Altar aus dem 18. Jahrhundert, Mobiliar, Gemälde und Fresken sowie ein Madonnenbildnis aus dem 16. Jahrhundert.
Im Ortskern sind verschiedene Häuser im traditionellen Stil der Haute-Saône aus dem 16. Jahrhundert erhalten. Das Maison du Prévôt ist auf das Jahr 1617 datiert. Vom ehemaligen Herrschaftssitz sind nur noch wenige Spuren sichtbar.

## Bevölkerung
| Jahr                       | 1962 | 1968 | 1975 | 1982 | 1990 | 1999 |
| Einwohner                  | 332  | 363  | 345  | 395  | 367  | 351  |
| Quellen: Cassini und INSEE |      |      |      |      |      |      |

Mit 349 Einwohnern (1. Januar 2022) gehört Traves zu den kleinen Gemeinden des Département Haute-Saône. Nachdem die Einwohnerzahl in der ersten Hälfte des 20. Jahrhunderts deutlich abgenommen hatte (1886 wurden noch 536 Personen gezählt), wurden seit Beginn der 1960er Jahre nur noch relativ geringe Schwankungen verzeichnet.

## Wirtschaft und Infrastruktur
Traves war bis weit ins 20. Jahrhundert hinein ein vorwiegend durch die Landwirtschaft (Ackerbau, Obstbau und Viehzucht) und die Forstwirtschaft geprägtes Dorf. Heute gibt es verschiedene Betriebe des lokalen Kleingewerbes, darunter ein Betrieb des Landmaschinenbaus und eine Stickereifabrik. In den letzten Jahrzehnten hat sich das Dorf zu einer Wohngemeinde gewandelt. Viele Erwerbstätige sind deshalb Wegpendler, die in den größeren Ortschaften der Umgebung ihrer Arbeit nachgehen.
Der Ort liegt abseits der größeren Durchgangsachsen an einer Departementsstraße, die von Fretigney-et-Velloreille nach Scey-sur-Saône-et-Saint-Albin führt. Weitere Straßenverbindungen bestehen mit Soing, Ovanches und Aroz.